# Maximilian von Nesselrode-Ehreshoven

Maximilian von Nesselrode als Bonner Preuße, Zeichnung um 1839

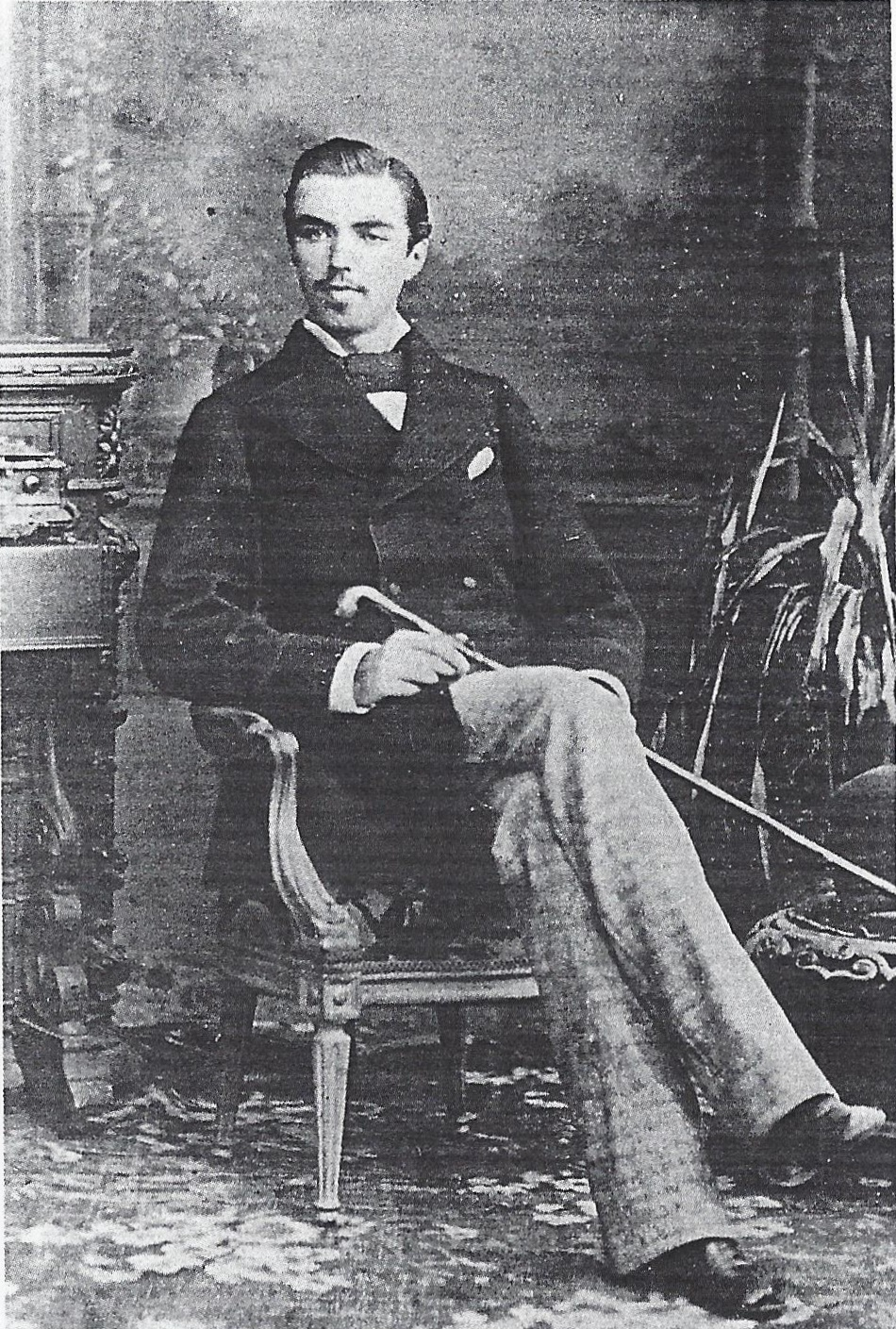
Maximilian von Nesselrode, Foto 1867

Maximilian Bertram Graf von Nesselrode-Ehreshoven (* 20. Dezember 1817 in Düsseldorf; † 13. August 1898 zu Schloss Ehreshoven) war ein deutscher Verwaltungsjurist und Offizier. Er saß im konstituierenden Reichstag des Norddeutschen Bundes und im Preußischen Herrenhaus.

## Herkunft
Seine Eltern waren Franz Bertram von Nesselrode-Ehreshoven (* 1. Dezember 1783 in Düsseldorf; † 7. Dezember 1847 Schloss Ehreshoven) und dessen Ehefrau Maria Louise von Hanxleden (* 2. April 1799 in Münster; † 3. Januar 1850 ebenda).

## Leben
Nesselrode besuchte in Düsseldorf das Königliche Gymnasium und war in dieser Zeit eng mit dem späteren Schriftsteller Wolfgang Müller von Königswinter befreundet. Im Spätsommer 1835 nahm er diesen auch mit auf das Schloss Ehreshoven.
1837 bis 1840 studierte er Rechtswissenschaft an der Rheinischen Friedrich-Wilhelms-Universität. 1839 wurde er im Corps Borussia Bonn aktiv. Von 1840 bis 1849 war er Offizier beim 1. Garde-Ulanen-Regiment in Potsdam. 1854 wurde er Mitglied des Preußischen Herrenhauses. Am 12. Juli 1852 heiratete er Gräfin Melanie von Hatzfeld zu Wildenburg. Sein Stammsitz war Schloss Ehreshoven in der Nähe von Engelskirchen. Ab 1848 war er Beigeordneter und ab 1853 Bürgermeister der Bürgermeisterei Engelskirchen. Von 1856 bis 1863 war er Landrat des Kreises Wipperfürth und von 1863 bis 1867 Landrat des Kreises Mülheim am Rhein. Danach war er Kammerherr und Oberhofmeister der Kaiserin Augusta. Bis 1870 war Maximilian von Nesselrode-Ehreshoven auch Eigentümer der Burg Welterode.
1867 war Maximilian von Nesselrode Mitglied des konstituierenden Reichstags des Norddeutschen Bundes für den Wahlkreis Köln 6 (Mülheim am Rhein, Gummersbach, Wipperfürth) und die Freie Konservative Vereinigung. Von 1851 bis 1852 war er stellvertretender Abgeordneter im Provinziallandtag der Rheinprovinz. Von 1854 bis zur Wahlrechtsreform 1888 war er dort Abgeordneter für den Stand der Ritterschaft, wobei er 1877, 1882 bis 1885 und 1888 nicht am Landtag teilnehmen konnte.
Maximilian von Nesselrode wurde am 11. Dezember 1858 in Jerusalem durch Giuseppe Valerga, Patriarch von Jerusalem und Großmeister des Ritterordens vom Heiligen Grab zu Jerusalem, in den Ritterorden vom Heiligen Grab zu Jerusalem aufgenommen. 1893 erhielt er den Roter Adlerorden 4. Klasse. Bereits 1866 war er mit dem Prädikat Exzellenz ausgezeichnet worden.

## Familie
Er heiratete am 12. Juli 1852 Melanie Gräfin von Hatzfeldt-Wildenburg (* 29. Oktober 1828; † 28. Februar 1911). Das Paar hatte einen Sohn:
- Franz Alfred Leo Hubert (* 3. Oktober 1855; † 31. Januar 1910) ⚭ Maria-Rita Sofia Franziska von Weise (* 30. September 1865; † 15. November 1931)